# Рока Империјале
Рока Империјале (итал. Rocca Imperiale) је насеље у Италији у округу Козенца, региону Калабрија.
Према процени из 2011. у насељу је живело 799 становника. Насеље се налази на надморској висини од 175 м.

## Становништво
Према резултатима пописа становништва 2011. у општини је живело 3.292 становника.
| 1931. | 1936. | 1951. | 1961. | 1971. | 1981. | 1991. | 2001. | 2011. |
| ----- | ----- | ----- | ----- | ----- | ----- | ----- | ----- | ----- |
| 2.473 | 2.765 | 3.094 | 3.487 | 3.390 | 3.443 | 3.333 | 3.352 | 3.292 |